# Salón
El cuarto de estar, sala de estar, estar, sala, salón o living (del inglés living room) es una habitación dedicada a recibir visitas, leer, ver la televisión o realizar otras actividades.
En los hogares y apartamentos modernos el cuarto de estar ha sustituido al viejo salón. El término marca el esfuerzo de los arquitectos y constructores del siglo XX por sacar al salón de sus connotaciones formales y convertirlo en una habitación confortable además de acogedora. El cuarto de estar concentra, en la actualidad, la actividad familiar, al tratarse de un espacio amplio que reúne comodidades, dispositivos de entretenimiento como televisores o equipos de música, estanterías, así como otros muebles. El mobiliario de la misma consta generalmente de un sofá, sillones o poltronas y una mesa de centro donde se colocan objetos de decoración (adornos) cuyo fin es meramente estético. También es muy común colgar cuadros pictóricos en las paredes.
En las casas inglesas tradicionales (las más ricas denominadas manor house o "casa señorial") el living room (o sitting room) tendría tradicionalmente una chimenea abierta, aunque ahora muchos se han convertido a la calefacción de gas. En muchas de ellas, el cuarto de estar estaba reservado para un entretenimiento más tranquilo y reservado mientras que un cuarto separado de entretenimiento o cuarto familiar se utilizaba para actividades más ocasionales. En algunas, la sala estaba en el área social, generalmente al lado del comedor (dinning room), y se reservaba para ocasiones y visitas especiales.

## De la sala delantera a la sala de estar
Hasta finales del siglo XIX, la sala delantera (front room) era la sala de la casa que se utilizaba para eventos sociales formales, incluido el lugar donde se colocaba a los recién fallecidos antes de su funeral. Esta sala solo se había utilizado tradicionalmente los domingos o para ocasiones formales, como las ceremonias de los familiares fallecidos antes del entierro adecuado; era la zona de amortiguación entre el área pública y privada dentro de la casa. Los domingos ahora se usan más comúnmente para ver fútbol en grandes televisores en color, lo que provocó que las salas familiares más grandes se volvieran más populares durante la década de 1970. El término "sala de estar" se encuentra inicialmente en la literatura de decoración de la década de 1890, donde se entiende que una sala de estar es un reflejo de la personalidad del diseñador, en lugar de las convenciones victorianas de la época. Solo los ricos podían permitirse varias habitaciones dentro de un espacio como salones, bibliotecas, salones y salas para fumadores.
El cambio de terminología se le atribuye a Edward Bok debido a su acreditación del artículo de la revista Ladies´ Home Journal. El artículo estaba dirigido específicamente a las mujeres y les brindó la confianza en el contenido popular en relación con el diseño del hogar a un precio asequible y la visión de Bok del hogar estadounidense ideal y los roles de las mujeres. Bok creía firmemente que el espacio debía ser "habitado" en lugar de tener una habitación con muebles costosos que rara vez se usaba dentro del hogar. Él había promovido el nuevo nombre para animar a las personas a usar la habitación en su vida diaria como un espacio de reunión.

## Evolución de la sala de estar moderna

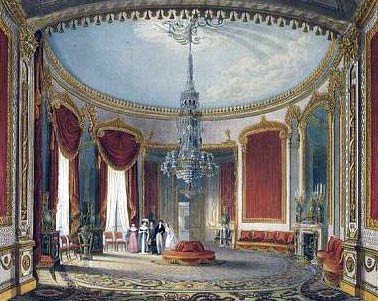
Gran salón en el Pabellón de Brighton

En ausencia de aparatos electrónicos, antiguamente los salones se utilizaban para conversar, realizar actividades domésticas tales como coser, leer el periódico o jugar. Al no existir calefacción central, el salón se convertía en la estancia más cálida del hogar al contar con una gran chimenea en lugar destacado.
El término "salón" siempre ha tenido connotaciones de elegancia respecto al más doméstico cuarto de estar. No en vano es el que se usa para denominar las grandes estancias en que se realizaba la convivencia diaria en los palacios. Los salones se han utilizado tradicionalmente para recibir visitas por lo que se ha cuidado en extremo la calidad de los muebles y tapicerías en relación con el cuarto de estar en que se utilizaban materiales más comunes. En este segundo se realizaba la actividad familiar cotidiana reservando el primero para ocasiones especiales. 
Recientemente, dado el menor tamaño de las viviendas, la distinción entre ambos prácticamente ha desaparecido utilizando el salón tanto para la función pública como la privada. Con objeto de ganar espacios en la casa, también se ha popularizado la introducción de la mesa de comedor en el salón creando una sola estancia para las dos funciones: el salón-comedor.

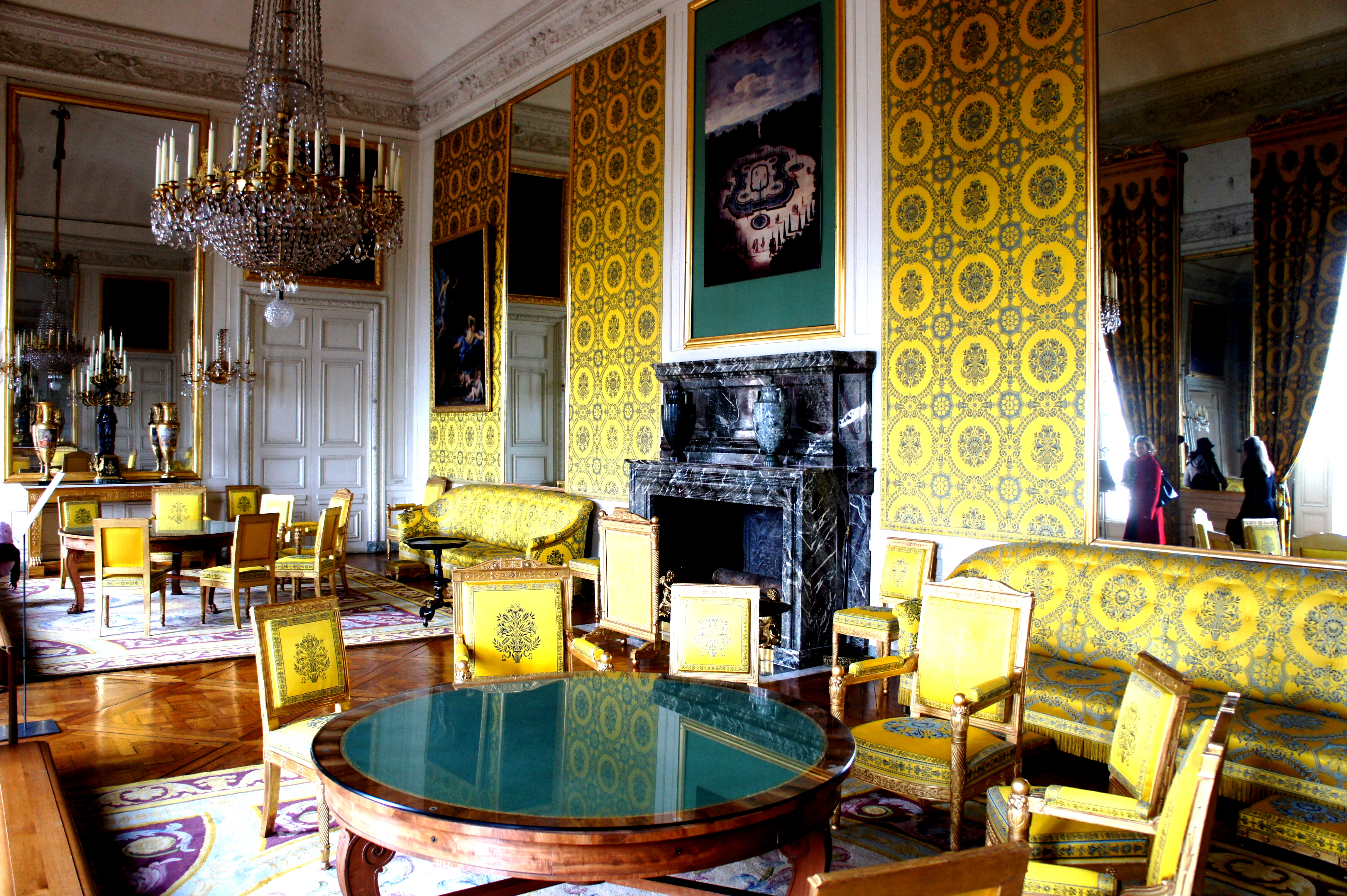
Sector de reunión del Grand Trianon, Palacio de Versailles, encargado por el rey Luis XIV,.

Los diseñadores de interiores y arquitectos a lo largo del tiempo han estudiado a los usuarios dentro de un espacio para hacer un diseño que se adapte mejor a sus necesidades y deseos. El Palacio de Versalles del Rey de Francia, Luis XIV se puede considerar que tiene una de las salas de estar más lujosamente decoradas de finales del siglo XVII. Durante el reinado del rey Luis XIV, se estableció el estilo arquitectónico Luis XIV o Luis Quatorze. Este estilo también se puede identificar como el Clasicismo francés y tuvo influencia en otros países. Incluyó el uso audaz de materiales de mármol y bronce. Luis XIV trabajó junto a Louis Le Vau y Augustin-Charles d'Aviler para diseñar appartments de parade, también conocidos como habitaciones formales donde generalmente se reunían para discutir y llevar a cabo asuntos comerciales. También diseñaron appartements de commodité, que eran habitaciones en las que los propietarios podían relajarse y descansar.  Este estilo, conocido como estilo Louis XV, o Louis Quinze, fue diseñado intencionalmente para combinar la formalidad con un nuevo nivel de comodidad que la gente aún estaba por descubrir. Charles Étienne Briseux, arquitecto francés cuyo estilo arquitectónico fue predominantemente Louis Quinze, publicó L'Architecture moderne en 1728, introdujo la comodidad que luego se convirtió en una obsesión por tener materialidad y mobiliario específicos dentro del interior de un espacio. Su influencia comenzó en París, Francia, y luego se extendió rápidamente por Europa, llegando a la atención de los ricos y lujosos.
La Revolución Industrial surgió a fines del 1700, lo que cambió por completo a Estados Unidos de una sociedad sustentada en procesos artesanales y hechura a mano a una sociedad dominada por una industria de fabricación de máquinas. Esto permitió la producción de sillas, mesas, bombillas, telégrafos y radios que permitieron a la sociedad comprar a un precio razonable para agregar a su hogar. El auge de la Revolución Industrial jugó un papel muy importante en el avance de la sala de estar porque, debido a la producción en masa, los artículos decorativos se volvieron más accesibles para la clase media.
Un ejemplo de esta evolución es la Casa Miller diseñada por Eero Saarinen. Saarinen sabía que quería diseñar una sala de estar no solo con un estilo arquitectónico apropiado, sino también con un "pozo de conversación " que hundiera a los usuarios y los hiciera sentir un poco más "conectados". Fomentó la relajación y la conversación, siendo la Casa Miller uno de los primeros espacios acondicionados para celebrar e introducir el pozo de conversación. El estilo arquitectónico de Miller House se conocía como moderno de mediados de siglo, lo que indica que se introdujo después de la Segunda Guerra Mundial entre 1945 y 1960. El movimiento se asoció con ornamentación mínima, simplicidad, materiales honestos y artesanía.

## Salón moderno
El salón moderno es un espacio central en el hogar diseñado para equilibrar funcionalidad, confort y atractivo estético. Sirve para múltiples propósitos, actuando como un centro social para interacciones familiares, entretenimiento y relajación. A lo largo de los años, el salón moderno ha evolucionado para reflejar los cambios en los estilos de vida, las tendencias de diseño y los avances tecnológicos. A principios del siglo XXI, los salonesse caracterizan por una mezcla de diseño minimalista, planos abiertos y mobiliario versátil que se adapta tanto a reuniones sociales como a momentos de descanso individuales.
Uso y Funcionalidad
El salón moderno es un espacio multifuncional donde las personas se reúnen para conversar, ver televisión, disfrutar de actividades de ocio o entretener a los invitados. A menudo, es el punto focal de una casa, reflejando la personalidad y el estilo de vida de los habitantes. Además de sus usos sociales, el salón también es un espacio para relajarse personalmente, leer o disfrutar de entretenimiento, como películas, música y videojuegos. El uso de tecnología, como televisores inteligentes, sistemas de sonido envolvente e iluminación integrada, ha transformado aún más el salón en un entorno rico en medios.
Características
Los salones modernos se conocen por sus líneas limpias, espacios abiertos y un sentido de equilibrio y orden. El diseño tiende a ser abierto y aireado, con menos énfasis en las divisiones rígidas de las habitaciones. Las paredes pueden ser mínimas o incluso eliminadas por completo en algunos casos, integrando el salón con los espacios adyacentes, como la cocina o el comedor. Las paletas de colores neutros, a menudo con acentos de tonos vibrantes, crean un ambiente relajante y cohesivo. El mobiliario es generalmente simplificado, con un enfoque en la practicidad y la elegancia.
Una de las características principales de un salón moderno es su enfoque en la flexibilidad. Muchos salones incorporan muebles móviles y diseños modulares que pueden ajustarse para adaptarse a diferentes necesidades, como recibir invitados o tener una noche tranquila. Los elementos de mobiliario a menudo están diseñados para ser multifuncionales, como ottomans que funcionan como mesas de café o sofás cama para ofrecer espacio adicional para dormir.
La presencia de grandes ventanas, o incluso vidrios de pared a pared, permite una abundante luz natural y ayuda a integrar el espacio interior con el exterior. En cuanto a los materiales, los salones modernos suelen presentar una mezcla de elementos naturales como madera, piedra y metal junto con texturas más suaves, como telas y alfombras. Los elementos de diseño sostenible también son cada vez más populares, con materiales ecológicos y electrodomésticos de bajo consumo energético que se vuelven más comunes.
Techo elevado
El concepto de "techo elevado" juega un papel fundamental en la concepción del salón de estar moderno, aportando una sensación de amplitud, luminosidad y sofisticación. Este tipo de diseño permite que el espacio se perciba más grande y aireado, lo cual es esencial en la creación de un ambiente confortable y acogedor. En muchos hogares contemporáneos, los techos elevados se utilizan para aumentar la verticalidad del espacio, lo que no solo favorece la circulación de aire y luz natural, sino que también genera una atmósfera más relajante y abierta.
El salón, siendo un área de convivencia, se beneficia especialmente de estos techos altos, ya que promueven una sensación de libertad y evitan que el espacio se perciba como cerrado o agobiante. Además, este diseño permite integrar grandes ventanales o incluso ventanales en el techo, que aportan mayor luminosidad y vistas panorámicas, lo que amplifica la conexión entre el interior y el exterior.
En términos estéticos, un techo elevado también ofrece la posibilidad de agregar detalles arquitectónicos como vigas expuestas o elementos decorativos que acentúan la belleza del espacio. Así, el techo elevado no solo es funcional, sino que también se convierte en un elemento clave en la estética y el confort del salón de estar moderno.
Mobiliario y distribución
El mobiliario en un salón moderno prioriza la comodidad sin perder la apariencia minimalista y elegante. El sofá suele ser la pieza central, y normalmente es de gran tamaño, ofreciendo asientos amplios para familias o invitados. Mesas de café, mesas auxiliares y unidades de almacenamiento suelen estar diseñadas con formas geométricas limpias y acabados neutros, manteniendo el espacio abierto y sin desorden. Los salones modernos también pueden contar con estanterías que sirven tanto para fines decorativos como funcionales, albergando libros, arte u objetos personales.
Las distribuciones suelen centrarse en torno al televisor o la chimenea, que suelen ser los puntos focales de la habitación. Los asientos se organizan para facilitar la conversación y los ángulos de visión, con los muebles dispuestos en agrupaciones flexibles y relajadas. Las alfombras son comúnmente utilizadas para definir diferentes áreas dentro del salón, especialmente en diseños más grandes y de concepto abierto.
Iluminación
La iluminación es un componente crítico de los salones modernos, no solo por funcionalidad, sino también para crear un ambiente acogedor. La iluminación en capas, que incluye luz ambiental, de tarea y de acento, suele utilizarse para crear una atmósfera equilibrada. Las luces de techo, la iluminación empotrada y la iluminación direccional son comunes, pero los salones modernos también presentan piezas de iluminación llamativas, como lámparas de pie escultóricas o luces colgantes. Los sistemas de iluminación inteligente, que permiten ajustar la intensidad y el color, están ganando popularidad por agregar flexibilidad y control del ambiente.
Otros aspectos
La integración de la tecnología es un aspecto clave del salón moderno. Desde sistemas de sonido integrados y televisores inteligentes hasta dispositivos controlados por voz, estos salones a menudo sirven como centros tecnológicos del hogar. Además de esto, los salones modernos suelen incluir plantas y obras de arte para añadir personalidad y calidez al espacio. El objetivo general es crear un ambiente acogedor, funcional y elegante que satisfaga las necesidades de la vida contemporánea.

## Estilos arquitectónicos de salas de estar y salones
[Esta sección está aparentemente referenciada, pero su forma y contenido son discutibles, así como la cronología, que puede ser diferente en la historia de la arquitectura y su utilización en el diseño de interiores.]
- Prerrománico y Románico (800-1200):[11]

- Paredes gruesas
- Techos artesonados
- Columnas
- Colores neutros

- Gótico (1200-1450):

- Vidrieras
- Bóvedas de crucería
- Decoración ornamentada
- Arco ojival o apuntado

- Renacimiento (1400-1600):

- Yeserías
- Patrones geométricos y de color
- Pinturas murales finas
- Ricamente decorado

- Barroco (1600-1830) [cronología muy extendida]:

- Lujosamente decorado
- Paleta de colores ricos
- Detalle tallado
- Materiales de alta gama

- Rococó (1650-1790) [cronología muy adelantada]:

- Paleta de colores pastel
- Elaborada ornamentación
- Líneas curvas sensuales
- Artesanía superior

- Neoclasicismo (1730-1925):

- Tonos de color apagados
- Mobiliario simple y simétrico
- Motivos decorativos
- Patrones geométricos

- Art Nouveau (1890-1914):

- Inspiración de la naturaleza
- Paleta de colores extravagantes
- Líneas curvas sensuales
- Decorativo y ornamental

- Beaux Arts (1895-1925):

- Superficies muy decorativas
- Centrarse en la simetría
- Curvas y arcos
- Columnas y superficies detalladas

- Neogótico (1905-1930) [cronología muy atrasada]:

- Énfasis en elementos verticales
- Iluminación natural
- Vidrieras
- Superficies muy detalladas

- Art Decó (1925-1937):

- Colores ricos
- Geometría atrevida
- Trabajo de detalle decadente
- Motivos geométricos estilizados

- Movimiento moderno (1900-presente):

- Sencillez
- Líneas limpias
- Líneas naturales
- Mezcla de colores neutrales y atrevidos

- Arquitectura posmoderna (1972-presente):

- Colores vivos
- Asimétrico
- Escala exagerada
- Materiales antinaturales

- Neomodernismo (1997-presente):

- Ángulos sobre curvas
- Monocromático o vibrante
- Experimenta con formas
- Utiliza materiales metálicos y ecológicos

- Parametricismo (1997-presente):

- Colores neutros
- A gran escala
- Líneas sensuales
- Materiales naturales